# Jacques Gaillard (violoncelliste)
Pour les articles homonymes, voir Jacques Gaillard et Gaillard.
Jacques Gaillard, né le 4 avril 1875 à Ensival (Belgique) et mort le 3 octobre 1940 à Ixelles (Bruxelles), est un violoncelliste et pédagogue belge.

## Biographie
Après avoir débuté l'apprentissage de la musique avec son père, Jacques Gaillard entre en 1883 à l'École de musique de Verviers, où il travaille le violoncelle sous la direction d'Alfred Massau. Il poursuit avec la clarinette. Simultanément, il étudie chez Louis Kéfer la théorie de l'harmonie, du contrepoint et de la fugue.
Il continue ses études de violoncelle au Conservatoire de Bruxelles dans la classe d'Édouard Jacobs, y remportant son premier prix avec grande distinction en 1895; dans la même institution, il étudie également le contrepoint avec Hubert-Ferdinand Kufferath.
Jacques Gaillard est engagé à Paris dans l'orchestre d'Harcourt. En 1896, il est soliste dans les Concerts de l'Exposition de Genève où il interprète le Concerto pour violoncelle en la mineur de Saint-Saëns, sous la direction du compositeur. Durant l'été 1897, il est le secrétaire musical d'Ernest Chausson à Annecy, révisant pour lui plusieurs partitions notamment celle du Roi Arthus dont il fait une réduction.
À l'automne 1897, il co-fonde le Quatuor Schörg avec trois élèves d'Ysaÿe, Franz Schörg (premier violon), Hans Daucher (second violon) et Paul Miry (alto), formation avec laquelle il va se produire en Europe mais également en Russie et aux États-Unis. De 1897 à 1902, il est nommé professeur de violoncelle au Conservatoire de Mons.
En 1912, il devient professeur de violoncelle au Conservatoire de Liège, tout en rejoignant le Quatuor Zimmer, au sein duquel il jouera jusqu'en 1927. En 1914, il est le co-dédicataire, avec Albert Zimmer, du Poème nocturne pour violon, violoncelle et piano ou orchestre d'Eugène Ysaÿe, après avoir été le premier interprète de Méditation pour violoncelle et piano du même compositeur.
En 1922, il intègre le Conservatoire de Bruxelles en tant que professeur de musique de chambre, fonction qu'il remplace par celle de professeur de violoncelle en 1932. En 1924, il contacte André Caplet pour pouvoir jouer ses Improvisations pour violoncelle et piano. En 1928, il forme un trio avec le pianiste Jean du Chastain et le violoniste Robert Soetens. À cette époque, il devient le professeur de violoncelle de la princesse Marie-José de Belgique.
Il est le beau-père du violoncelliste Robert Maas.

## Fonds Jacques Gaillard
La section de la Musique de la Bibliothèque royale de Belgique conserve le fonds Jacques Gaillard depuis juin 2021; celui-ci rassemble de la correspondance, des documents d'archives divers, des photos ainsi que des carnets personnels dont l'un contient une autobiographie.